# Свети Архангел Гавриил (Релян)
„Свети Архангел Гавриил“ (на сръбски: Храм св. архангела Гаврила) е възрожденска православна църква в прешевското село Релян, югоизточната част на Сърбия. Част е от Вранската епархия на Сръбската православна църква.
Църквата е гробищен храм, разположен югоизточно от селото. Издигнат е в 1898 година на основите на по-стар храм, който Йован Хадживасилевич описва като голям и красив. Над южния вход има надпис:
| „ | 1899 г. Овај храм Св. Аранђел Гаврил подиже се за време владавине султан Абдул-Хамид-Хан и управитеља Скопске епархије архимандрита Фирмилијана, тутора Мите Ђорђића из села Жујинце који су подигли цркву Рељан Жујинце Стрезовце Големи дол Буштрање Братоселце мајстор Јанча Васић из Тресонче и В. Д. Зетко Дамчић сврши се 1900. 1899 г. Този храм „Св. Архангел Гавриил“ подигна се за време на управлението на султан Абдул-Хамид-Хан и управителя на Скопската епархия архимандрит Фирмилиан, ктитор Мите Джорджич от село Жуинце кои са подигнали църквата Релян Жуинце Стрезовце Големи дол Бущране Братоселце майстор Янча Васич от Тресонче и В. Д. Зетко Дамчич свърши се 1900. | “ |

В църквата има стенописи, но са силно повредени. Дело са на Теофан И. Буджароски, който се е подписал като резбар и зограф на изображението на Богородица на царските двери. Иконите на иконостаса са 40 плюс 4 царски. В църквата има и няколко хромолитографии от Одеса, както и много гръцки хартиени щампи.